# Maria Wiłkomirska

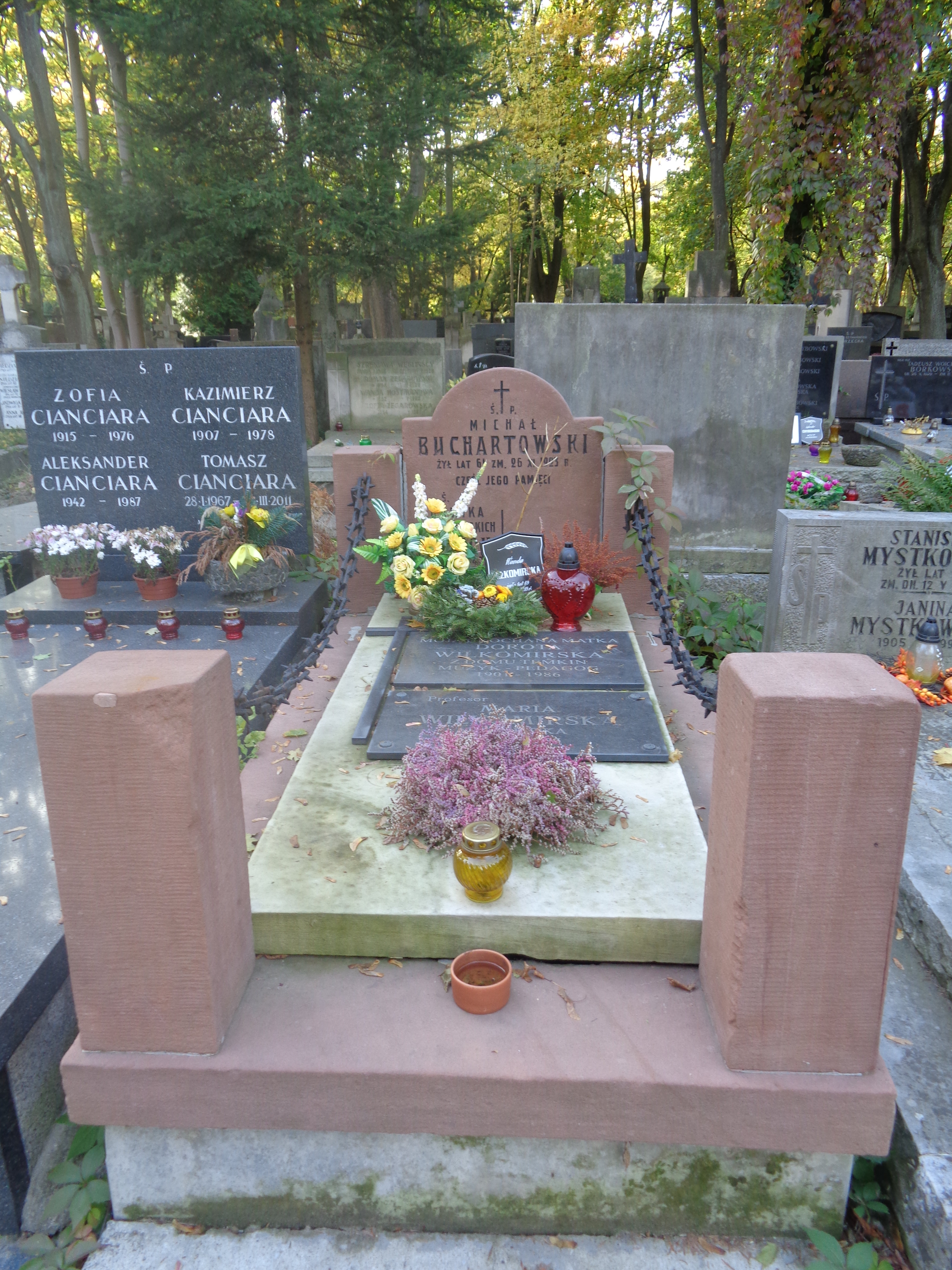
Grób Marii Wiłkomirskiej na cmentarzu Powązkowskim

Maria Wiłkomirska (ur. 21 marca?/3 kwietnia 1904 w Moskwie, zm. 19 czerwca 1995 w Warszawie) – polska pianistka, solistka i kameralistka, wraz z braćmi Kazimierzem i Michałem (od 1945 z przyrodnią siostrą Wandą) członkini Tria Wiłkomirskich; jej przyrodnim bratem był również Józef Wiłkomirski. Była profesorem Państwowej Wyższej Szkoły Muzycznej w Warszawie i Łodzi.

## Życiorys
Naukę gry na fortepianie rozpoczęła u swojego ojca – Alfreda Wiłkomirskiego. W latach 1914–1917 odbyła studia pianistyczne w Konserwatorium w Moskwie w klasie Bolesława Jaworskiego. W 1919 wraz z rodziną przeniosła się do Polski. W Warszawie uczęszczała na prywatne lekcje gry na fortepianie u Józefa Turczyńskiego, które trwały do 1921.
Wzięła udział w powstaniu warszawskim jako sanitariuszka.
W latach 1945–1977 uczyła w PWSM w Łodzi i Warszawie. W 1956 otrzymała tytuł prof. nadzwyczajnego, a w 1967 prof. zwyczajnego. W latach 1964–1969 sprawowała funkcję kierownika II Katedry Fortepianu w PWSM w Warszawie. Wykształciła wielu pianistów. Do jej absolwentów należeli m.in. Jerzy Godziszewski, Zygmunt Krauze i Jerzy Marchwiński.
Koncertowała w Polsce i za granicą. Dokonała wielu nagrań radiowych i fonograficznych. Zasiadała w jury konkursów pianistycznych, m.in. Międzynarodowego Konkursu im. Fryderyka Chopina w Warszawie (1955, 1965), w Berlinie (1951) i w Bukareszcie (1967).
Zmarła w Warszawie. Pochowana na cmentarzu Powązkowskim (kwatera 223-1-16).

## Ordery i odznaczenia
- Krzyż Komandorski z Gwiazdą Orderu Odrodzenia Polski (1982)
- Krzyż Komandorski Orderu Odrodzenia Polski (1959)
- Krzyż Kawalerski Orderu Odrodzenia Polski (22 lipca 1952)[6]
- Srebrny Krzyż Zasługi (1939)
- Medal 10-lecia Polski Ludowej (25 marca 1955)[7]

## Dyskografia
- Fryderyk Chopin – Dzieła wszystkie – Sonata na fortepian i wiolonczelę g-moll op. 65 (Kazimierz Wiłkomirski – wiolonczela, Maria Wiłkomirska – fortepian), Sonata c-moll na fortepian op. 4 (Maria Wiłkomirska – fortepian),  Polskie Nagrania „Muza” (SXL 0081)[8]
- Piotr Czajkowski – Trio na fortepian, skrzypce i wiolonczelę a-moll op. 50 (Trio Wiłkomirskich: Maria Wiłkomirska – fortepian, Wanda Wiłkomirska – skrzypce, Kazimierz Wiłkomirski – wiolonczela), Polskie Nagrania „Muza” (SXL 0811)[9]
- Ludwig van Beethoven – Trio fortepianowe B-dur op. 11, Supraphon